# Desdobramentos da Operação Lava Jato
Uma série de desdobramentos da Operação Lava Jato ocorrem desde a sua deflagração em março de 2014. São novas investigações que passaram a ser conduzidas pelo Ministério Público Federal, pela Procuradoria-Geral da República e pela Polícia Federal a partir de documentos coletados nos mandados de buscas, depoimentos de conduções coercitivas e documentos e depoimentos obtidos nas delações premiadas.

## No Brasil

### 2015

#### Operação Politeia

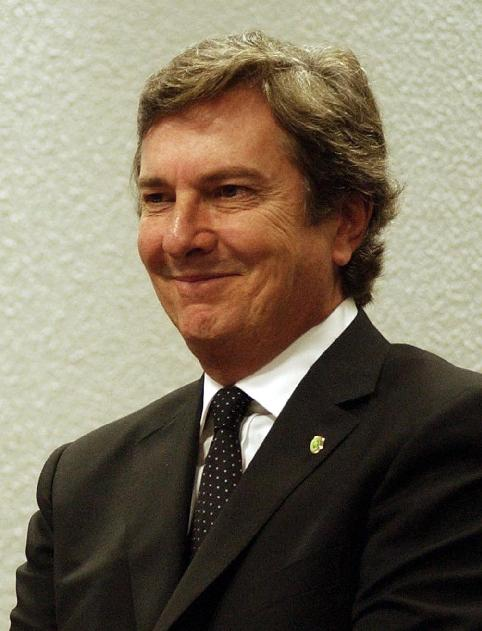
Fernando Collor foi um dos alvos da Operação Politeia.

Em 14 de julho de 2015 deflagrou-se a Operação Politeia, um desdobramento da Operação Lava Jato, com 53 mandados de busca e apreensão em casas de políticos envolvidos no esquema de corrupção da Petrobras.  O nome, em grego, referencia o livro A República, do filósofo grego Platão, que descreve uma cidade perfeita onde a ética prevalece sobre a corrupção. As apreensões e busca envolveram os senadores Fernando Collor (PTC-AL), Fernando Bezerra Coelho (PSB-PE) e Ciro Nogueira (PP-PI), o deputado federal Eduardo da Fonte (PP-PE), além do ex-ministro das Cidades Mário Negromonte (PP-BA) e o ex-deputado federal João Pizzolatti (PP-SC).  As apreensões ocorreram no Distrito Federal e nos estados de Alagoas, Bahia, Rio de Janeiro, São Paulo, Pernambuco e Santa Catarina, em 40 endereços, com participação de 250 policiais federais.  O senador Fernando Collor (PTC-AL) teve três carros de luxo apreendidos: uma Ferrari, um Porsche e um Lamborghini, que estavam estacionados na Casa da Dinda.  Encontrou-se também, na casa de Collor, um despacho de macumba contra o Procurador-Geral da República Rodrigo Janot e contra Fábio George da Silva, homem-forte de Janot no Conselho Nacional do Ministério Público (CNMP).
Collor classificou a operação da Polícia Federal como “invasiva e arbitrária”.

#### Prisão de Delcídio do Amaral
Em 25 de novembro no de 2015, a Polícia Federal prendeu o senador Delcídio do Amaral, por tentar dificultar a colaboração premiada de Nestor Cerveró, ex-diretor da Petrobras, sobre uma suposta participação do senador em irregularidades na compra da Refinaria de Pasadena, no estado do Texas, nos Estados Unidos. Segundo investigadores, Delcídio chegou até a oferecer fuga a Cerveró, para que este não fizesse a delação premiada, o que, para as autoridades, constituiu-se em tentativa de obstruir a Justiça.  A prova dessa tentativa é uma gravação, feita pelo filho de Cerveró, que mostra o intento do senador de atrapalhar as investigações e oferecer fuga ao ex-executivo para que este não fizesse a delação. Além de Delcídio do Amaral e do seu chefe de gabinete, também prenderam-se o banqueiro André Esteves, então CEO do BTG Pactual, e o advogado Edson Ribeiro, que atuou na defesa de Nestor Cerveró.

#### Operação Crátons
Em 8 de dezembro de 2015, deflagrou-se a Operação Crátons, um desdobramento da Operação Lava Jato, no combate à exploração ilegal de diamantes em terras dos índios cinta-largas, em Rondônia. Cerca de duzentos policiais federais cumpriram 90 mandados, sendo 11 de prisão preventiva, 41 de busca e apreensão e 35 de condução coercitiva. Cumpriram-se os mandados no Distrito Federal, Rondônia, Minas Gerais, São Paulo, Rio de Janeiro, Paraná, Rio Grande do Sul, Bahia, Mato Grosso e Pará.  Obtiveram-se as informações sobre a extração das pedras preciosas durante as investigações contra o doleiro Carlos Habib Chater, dono do ‘Posto da torre’ em Brasília, que deu o nome à Operação Lava Jato.

#### Operação Vidas Secas
Em 11 de dezembro de 2015 a Polícia federal deflagrou a operação Vidas Secas, como um desdobramento da Operação Lava Jato, que investigou o superfaturamento de obras no Rio São Francisco.  Cumpriram-se 32 mandados judiciais, sendo 24 de busca e apreensão, 4 de prisão temporária e 4 de condução coercitiva.  Prenderam-se na operação o presidente da Construtora OAS, Elmar Varjão, detido em São Paulo, e executivos da Coesa Engenharia, Barbosa Melo e Galvão Engenharia. Segundo as investigações, os empresários utilizaram empresas de fachada para desviar pelo menos R$ 200 milhões. O valor dos contratos investigados é de R$ 680 milhões. A PF apontou também a participação da JD Consultoria, empresa que pertence ao ex-ministro José Dirceu, preso na Operação Lava Jato. De acordo com o superintendente regional da PF em Pernambuco, Marcelo Diniz, constatou-se a transferência da Galvão Engenharia de R$ 586 mil para a JD Consultoria.

#### Operação Catilinárias

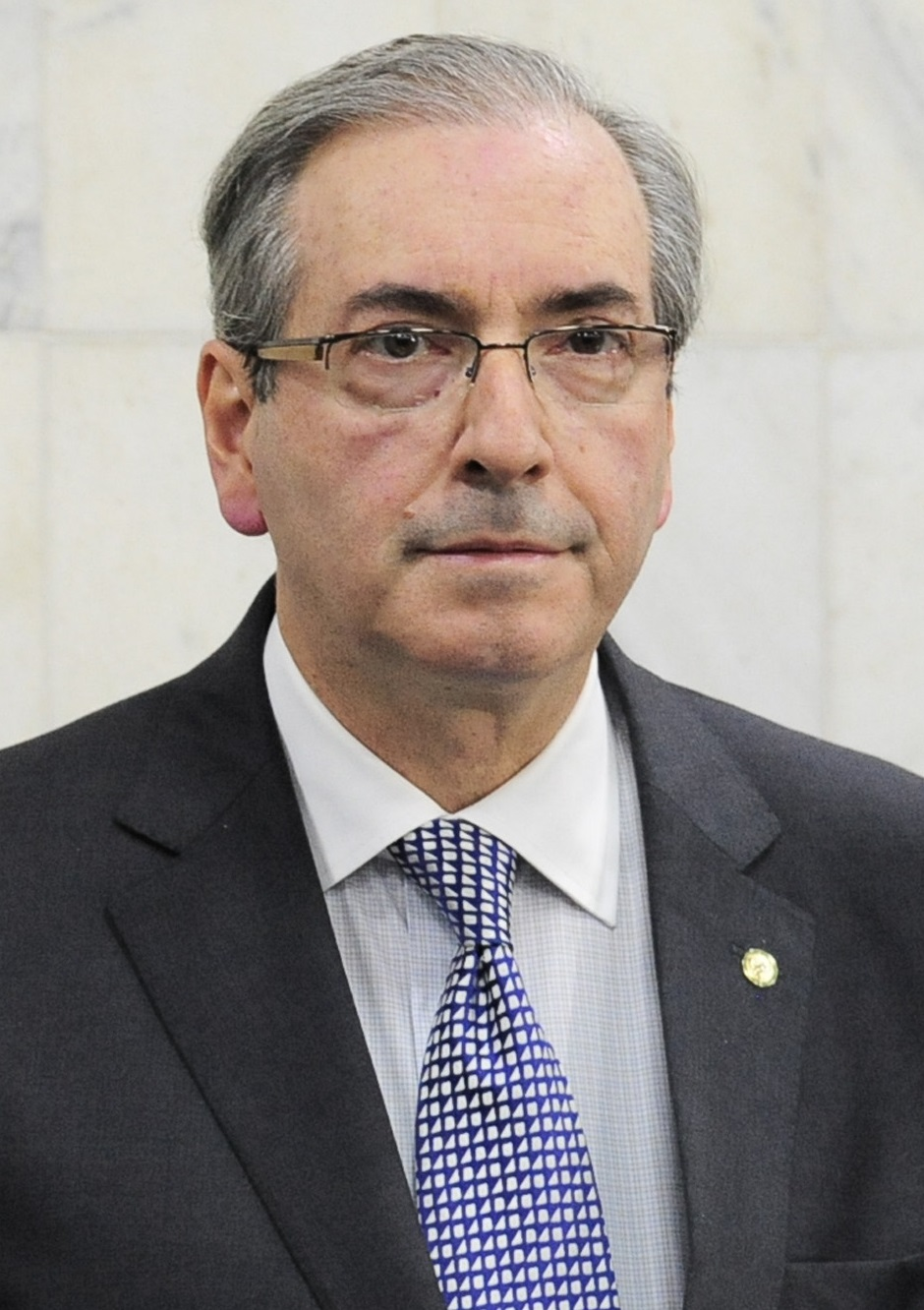
Eduardo Cunha foi alvo da Operação Catilinárias.

Em 15 de dezembro de 2015 a PF deflagrou um novo desdobramento da Operação Lava Jato, batizada de "Catilinárias", cumprindo mandado de busca e apreensão na residência oficial do então presidente da Câmara, o deputado Eduardo Cunha (PMDB-RJ), em Brasília.  Cumpriram-se também mandados em endereços do peemedebista no Rio de Janeiro. A PF também informou que,i além das residências de investigados, realizam-se em sedes de empresas, escritórios de advocacia e órgãos públicos. A polícia também cumpriu mandado de busca e apreensão na residência do deputado federal Aníbal Gomes (PMDB-CE) e do ministro de Ciência e Tecnologia, Celso Pansera.
Outros nomes envolvidos na operação são os do senador Edison Lobão (PMDB-MA), ex-ministro de Minas e Energia; Henrique Eduardo Alves (PMDB-RN), então ministro do Turismo e Sérgio Machado, ex-presidente da Transpetro indicado pelo PMDB.  O principal objetivo da PF era evitar que investigados destruam provas.  Apreenderam-se documentos em Recife, em Brejão, no Agreste, e em Petrolina, no Sertão. Todo o material apreendido foi encaminhado para Recife e, em seguida, a Brasília.

#### Operação Sangue Negro
Em 17 de dezembro de 2015, a operação Sangue Negro investigou dinheiro desviado de contratos da Petrobras desde 1997. A ação está relacionada às investigações de um esquema de pagamento de propinas envolvendo a empresa holandesa SBM e a estatal brasileira. Cumpriram-se quatro mandados de prisão preventiva, sendo dois deles contra ex-diretores presos na Operação Lava Jato, Renato Duque e Jorge Zelada. Realizaram-se as buscas nas casas dos investigados e na Petroserv, empresa do ramo de prospecção de petróleo.  Segundo as investigações, a Petroserv recebia repasses de 3% a 5% de jogoscontratos da Petrobras e, desse total, remetia 1% para contas de empresas no exterior. Os investigadores apontam que esse dinheiro era lavado e remetido novamente para o Brasil em forma de propina. Em junho deste ano, o ex-representante da SBM no Brasil Júlio Faerman, um dos operadores do esquema investigado pela Lava Jato e delator, afirmou à CPI da Petrobras que garantiu “ganhos expressivos” à estatal brasileira enquanto atuava em nome da empresa holandesa. Um mês antes, integrantes da CPI foram a Londres (Inglaterra) colher depoimento de Jonathan David Taylor, ex-diretor da SBM que denunciou irregularidades em contratos assinados entre a companhia da Holanda e a Petrobras.

### 2016

#### Operação O Recebedor
Em 26 de fevereiro de 2016, a Operação O Recebedor investigou um suposto esquema de propina e fraudes na construção das ferrovias Norte-Sul e Integração Leste-Oeste com base em provas colhidas na Operação Lava Jato. Ao todo, a PF cumpriu sete mandados de condução coercitiva e 44 de busca e apreensão em seis estados – Paraná, Maranhão, Rio de Janeiro, São Paulo, Minas Gerais, Goiás – e no Distrito Federal. A operação, conduzida pelo Ministério Público Federal e pela Polícia Federal em Goiás, mirou em contratos firmados entre a estatal Valec, responsável pelas obras da ferrovia, e empreiteiras investigadas no petrolão, como Odebrecht (atual Novonor), Queiroz Galvão, Constran, OAS, Mendes Júnior, Camargo Corrêa, entre outras. Segundo a PF, as empreiteiras faziam pagamentos regulares, por meio de contratos simulados, a um escritório de advocacia e a mais duas empresas indicadas por Juquinha, ex-presidente da Valec.  As empresas funcionavam como fachada para maquiar a origem ilícita do dinheiro. Todos os alvos devem responder pelos crimes de corrupção passiva e lavagem de dinheiro. O nome da operação referência a defesa apresentada por um dos alvos em uma investigação anterior chamada de "Trem Pagador". Nela, a defesa dos investigados alegou que "se o trem era pagador, o alvo não fora o recebedor". Segundo o MPF/GO, a Camargo Correa admitiu ter pago R$ 800 mil a Juquinha.  Só no estado, as autoridades calculam que o esquema desviou R$ 630 milhões dos cofres públicos.

#### Desdobramento da Operação Acarajé
Em 11 de março de 2016 a Polícia Federal deflagrou em Salvador um desdobramento da 23ª fase da Operação Lava Jato, batizada de Acarajé. Na operação, foram cumpridos dois mandados de busca e apreensão, um na sede da Odebrecht (atual OEC) e outro na casa de uma funcionária da empreiteira, que foi alvo do único mandado de prisão temporária expedido pela justiça. A detida que não teve o nome revelado foi levada à Superintendência da Polícia Federal na capital baiana e depois transferida à sede da PF em Curitiba.

#### Operação Xepa
Em 22 de março de 2016, é deflagrada 26ª fase da Operação Lava Jato, denominada "Operação Xepa", que é um desdobramento da Operação Acarajé. Nessa Operação da Policia Federal, foram cumpridos 67 mandados de busca e apreensão, 28 mandados de condução coercitiva, 11 mandados de prisão temporária e 4 mandados de prisão preventiva nos estados de São Paulo, Brasília, Santa Catarina, Pernambuco, Minas Gerais, Rio de Janeiro, Rio Grande do Sul, Piauí e na Bahia. A Polícia Federal descobriu, por meio da análise de documentos aprendidos na operação Acarajé, entregas de recursos em espécie a terceiros indicados por altos executivos da Odebrecht nas mais variadas áreas de atuação empresarial, na qual se utilizou de operadores financeiros ligados ao mercado paralelo de câmbio para fazer os pagamentos ilegais.

#### Operação Janus
Em 20 de maio de 2016, a PF deflagrou a Operação Janus, enfocando tráfico de influência internacional na Odebrecht (atual Novonor) e na família do ex-presidente da República Lula. Entre os alvos da operação estava o sobrinho de Lula, Taiguara Rodrigues dos Santos, levado para depor. A intenção da investigação foi verificar se contratos de uma empresa, que pertence a Taiguara, com a Odebrecht foram utilizados para o pagamento de vantagens indevidas. O juiz Vallisney de Souza Oliveira, da 10ª Vara Federal do Distrito Federal, responsável pelo processo, expediu quatro mandados de busca e apreensão e dois de condução coercitiva, autorizando a quebra de sigilos bancários, fiscais e de dados telemáticos de nove suspeitos. O inquérito que embasou os mandados judiciais foi aberto em 23 de dezembro de 2015.

#### Operação Custo Brasil

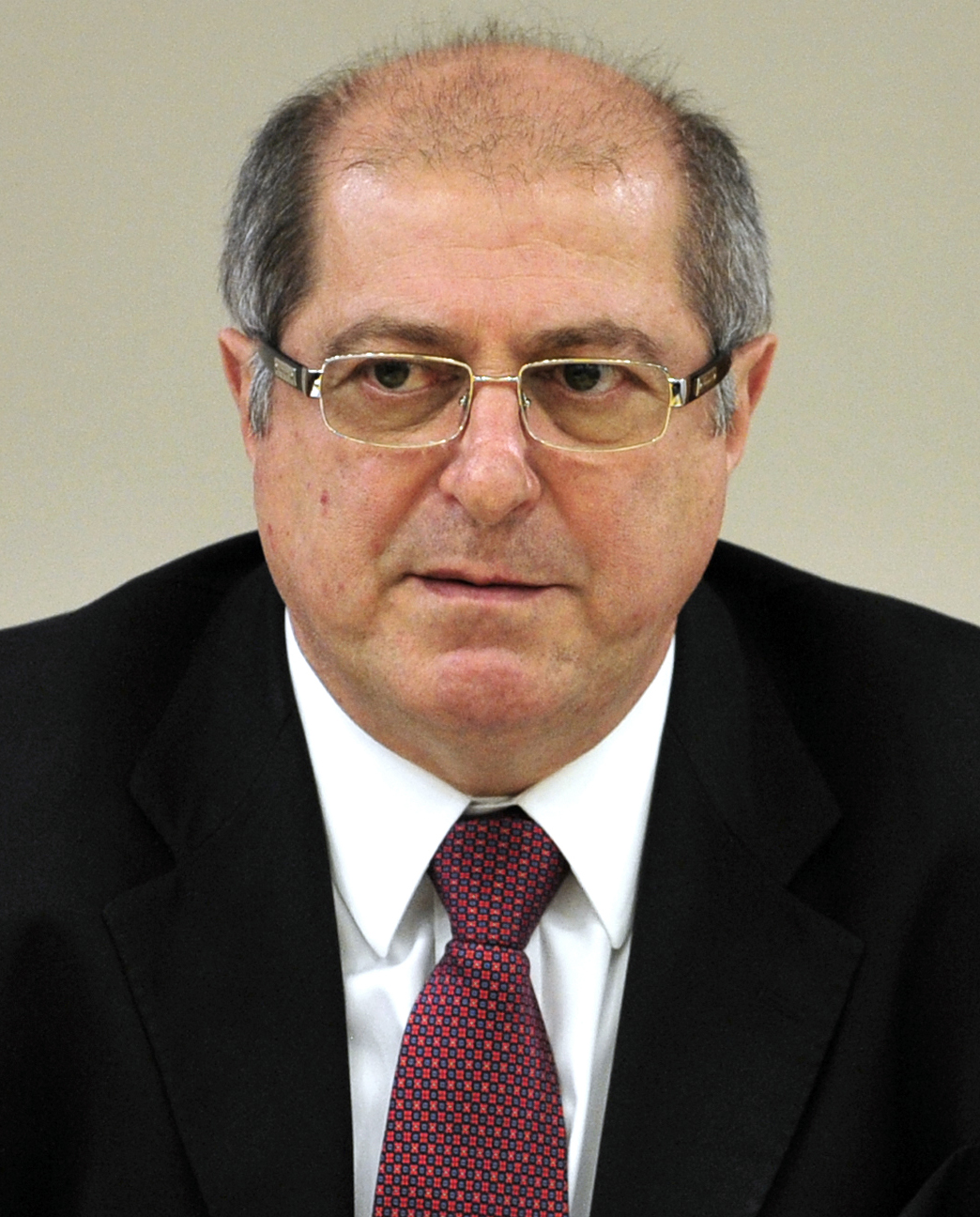
O ex-ministro Paulo Bernardo foi preso na operação.

Em 23 de junho de 2016, a PF deflagrou a Operação Custo Brasil, com buscas em São Paulo, Curitiba, Pernambuco e Rio Grande do Sul, e com a prisão do ex-ministro do Planejamento do governo Lula e das Comunicações no primeiro governo Dilma, Paulo Bernardo, preso na operação, um desdobramento da 18ª fase da Operação Lava Jato, em Brasília. Paulo é marido da senadora Gleisi Hoffmann (PT-PR). Carlos Gabas, ex-ministro da Previdência do governo Dilma, foi alvo de busca e apreensão.  A operação envolve a empresa de informática Consist. A Polícia Federal suspeitava da existência de pagamento de propina de 100 milhões de reais para essa empresa em um esquema de direcionamento de contratos feito pelo Ministério do Planejamento na época em que Paulo Bernardo era ministro. Na mesma operação, agentes da PF apreenderam computador, documentos e material de arquivo na manhã na sede do Diretório Nacional do PT, no Centro de São Paulo.

#### Operação Tabela Periódica
Em 30 de junho de 2016 a PF deflagrou, pelo Núcleo de Combate à Corrupção do Ministério Público Federal de Goiás (MPF/GO), pela Superintendência de Polícia Federal em Goiás (PF/GO) e pela Superintendência Geral do Conselho Administrativo de Defesa Econômica (CADE), operação conjunta, batizada de Tabela Periódica, para cumprimento de 44 mandados de busca e apreensão e 14 mandados de condução coercitiva em Goiás e em mais 8 unidades da federação. Cerca de 200 policiais federais, 26 peritos criminais federais e 52 agentes do CADE participam da operação.

#### Operação Saqueador
Em 30 de junho de 2016, a PF deflagrou a Operação Saqueador em conjunto com o Ministério Público Federal que investigou a lavagem de dinheiro no valor de R$ 370 milhões no super-esquema de corrupção do ex-governador Sérgio Cabral (PMDB). Foram presos na operação Carlinhos Cachoeira, Cláudio Abreu em Goiás e os lobistas Adir Assad e Marcelo José Abudd. Um dos alvos do mandado de prisão, o empreiteiro Fernando Cavendish, dono da Construtora Delta, que estava no exterior, foi preso assim que desembarcou no Aeroporto Internacional Tom Jobim.  A Procuradoria-Geral da República (PGR) afirmou em manifestação que os desvios de recursos públicos pela construtora Delta Engenharia, instalado no Rio de Janeiro, teve o “apadrinhamento” do ex-governador.  Entre 2007 e 2012, a Delta teve 96,3% do seu faturamento oriundo de verbas públicas em um montante de quase 11 bilhões de reais. Deste total, 370 milhões de reais teriam sido lavados por meio de dezoito “empresas” localizadas em endereços onde funcionam consultório de dentista, loja de gesso e até um matagal na beira de uma estrada.  Alguns endereços não existem. Tal esquema delituoso, como descreveu a denúncia, envolveu desvio de verbas destinadas a importantes obras públicas, a exemplo da construção do Parque Aquático Maria Lenk, para os Jogos Pan-Americanos de 2007 e a reforma e construção de Estádios para a Copa do Mundo FIFA de 2014.

#### Operação Sépsis
Em 1 de julho de 2016, a PF deflagrou a Operação Sépsis, mais um desdobramento da Lava Jato. O doleiro Lúcio Funaro, ligado à Eduardo Cunha foi preso na operação. Ao todo cumpriram-se 19 mandados de busca e apreensão e um de prisão preventiva. Os outros alvos foram Joesley Batista, um dos sócios do grupo J&F, Eldorado, braço de celulose da J&F Investimentos, o lobista Milton Lira, Cone Multimodal, empresa de infraestrutura industrial e logística multimodal e Henrique Constantino, empresário, co-fundador da Gol.

#### Operação Pripyat
Em 6 de julho de 2016 a PF deflagrou a Operação Pripyat, para desmantelar uma quadrilha que atuava na Eletronuclear, subsidiária da Eletrobras responsável pela geração de energia nuclear. Um dos principais alvos da operação é o vice-almirante Othon Luiz Pinheiro da Silva, ex-presidente da estatal, que cumpria prisão domiciliar. Os outros suspeitos seriam ex-funcionários da empresa e, por ordem judicial, o atual presidente da subsidiária, Pedro Diniz Figueiredo, foi afastado do cargo. Ao todo, a PF cumpriu nove mandados de prisão (seis de preventiva e três de temporária), nove de condução coercitiva e 26 de busca e apreensão nos Estados do Rio de Janeiro e Porto Alegre. A ação foi um desdobramento da Lava Jato que apura um esquema de corrupção similar ao ocorrido na Petrobras no setor elétrico e é conduzida pela 7ª Vara Federal Criminal do Rio de Janeiro.

#### Operação Irmandade
Em 10 de agosto de 2016, em um desdobramento da Operação Pripyat, a Polícia Federal deflagrou a Operação Irmandade, que resultou na prisão de Samir Assad, acusado, juntamente com o irmão Adir Assad e outras nove pessoas, de montar um esquema de caixa 2 de empreiteiras que permitiu o pagamento de quase R$ 178 milhões em suborno, entre 2008 e 2013, a dirigentes da Eletronuclear. O núcleo financeiro comandado pelos irmãos operou para pelo menos três grandes empreiteiras, a Andrade Gutierrez, a Delta e a Odebrecht (atual OEC), em obras como a construção da usina nuclear de Angra 3, a reforma do Complexo do Maracanã para a Copa do Mundo de 2014 e a implantação do COMPERJ, o pólo petroquímico de Itaboraí. O esquema consistia na emissão de notas frias, por serviços jamais prestados, para produzir caixa dois para o pagamento de suborno. Eles mantinham empresas como a JSM Engenharia e Terraplenagem, a SP Terraplenagem e a Legend, cujo objetivo eram somente o de derramar as notas.

#### Operação Deflexão
Em 5 de dezembro de 2016, a PF deflagrou um novo desdobramento que envolveu o então ministro do Tribunal de Contas da União (TCU) Vital do Rêgo e o deputado federal Marco Maia (PT-RS), ex-presidente da Câmara. Os alvos da nova fase são suspeitos de terem negociado propinas com empreiteiros que estavam na mira da CPI da Petrobras, instalada no Congresso Nacional em maio de 2014. As investigações do caso começaram quando o ex-líder do governo no Senado, Delcídio do Amaral, revelou, em sua colaboração premiada, que a CPMI foi utilizada para fazer negociatas. Segundo os investigadores, há indícios de que Vital tenha solicitado a empreiteiros 5 milhões de reais para a sua campanha ao governo do Estado da Paraíba. A construtora OAS doou metade desse valor ao Diretório Nacional do PMDB, partido ao qual o ministro do Tribunal de Contas da União é filiado. A outra parte foi repassada por meio de caixa dois, numa transferência feita pela empreiteira à Construtora Planíce, também alvo de busca e apreensão. Já o deputado federal Marco Maia é suspeito de ter recebido duzentos mil reais de suborno em espécie. Júlio Camargo teria entregado o dinheiro a um operador do ex-presidente da Câmara.  Além de Delcídio, o empreiteiro Léo Pinheiro, da OAS, também denunciou Vital do Rêgo e Marco Maia, que foram alvos da operação.  Em outubro de 2016, o advogado de Léo pinheiro entregou ao juiz Sergio Moro, notas fiscais e comprovantes de transferência que segundo ele, seria pagamentos de propina a Vital do Rêgo.

#### Operação Descontrole
Em 13 de dezembro de 2016, a PF deflagrou uma operação que investigou o presidente do Tribunal de Contas do Estado do Rio de Janeiro (TCE-RJ), Jonas Lopes de Carvalho, alvo de um mandado de condução coercitiva. O filho do presidente, Jonas Lopes Júnior, e Jorge Luiz Mendes Pereira da Silva, o Doda, apontado como operador de Lopes, também foram levados a depor. O Superior Tribunal de Justiça determinou as três conduções coercitivas. Os policiais federais cumpriram, ainda, dez mandados de busca e apreensão. Delações de executivos da Andrade Gutierrez citaram Jonas Lopes, mostrando que ele foi um dos favorecidos pelo esquema de pagamentos paralelos nas grandes obras do governo fluminense, revelado pela Operação Calicute. Segundo a PF, a operação investiga crimes de corrupção passiva e lavagem de dinheiro.

### 2017

#### Operação Cui Bono?
Em 13 de janeiro de 2017, a Polícia Federal deflagrou a Operação "Cui Bono?", um desdobramento da Operação Catilinárias,  encontrando um celular na casa de Eduardo Cunha que registrava, entre outros, trocas de mensagens entre o ex-deputado e Geddel Vieira Lima.  Geddel foi vice-presidente de pessoa jurídica da Caixa Econômica Federal entre 2011 e 2013, período investigado pela PF.  O nome da operação significa, em latim, "a quem interessa"?

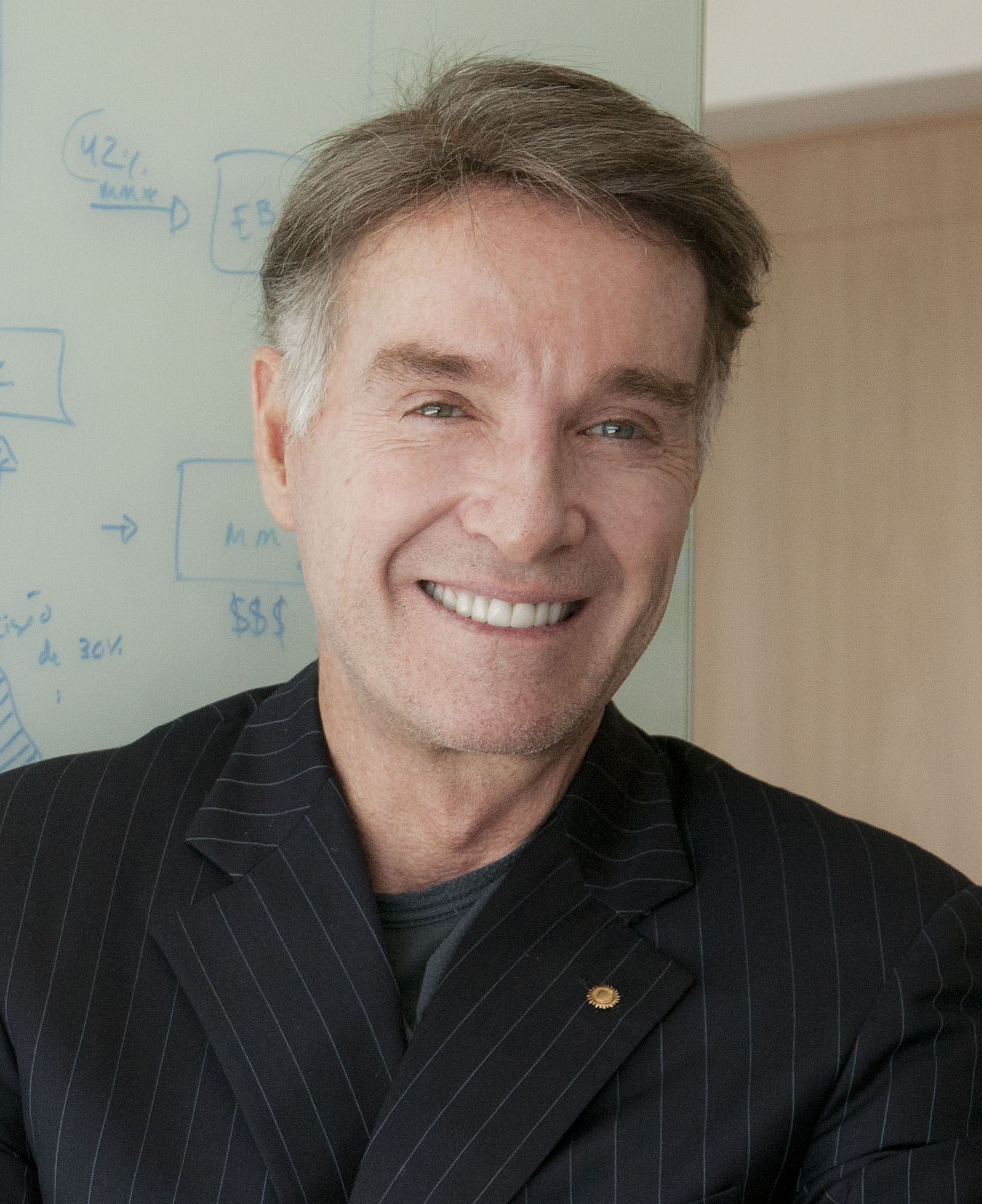
Eike Batista, preso na operação Eficiência.

#### Operação Eficiência
Em 26 de janeiro de 2017, a Polícia Federal deflagrou uma operação que investigou crimes de corrupção ativa e passiva, organização criminosa, lavagem de dinheiro e na ocultação no exterior de aproximadamente 100 milhões de dólares (cerca de 340 milhões de reais).  Entre os alvos dos mandados está o empresário Eike Batista.  Trata-se de um desdobramento da Operação Calicute. Um dos objetos das investigações é o pagamento de um suborno de 16,5 milhões de dólares ao ex-governador fluminense Sérgio Cabral por Eike Batista e Flávio Godinho (já preso), do grupo EBX, usando a conta Golden Rock no TAG Bank, no Panamá. Segundo o Ministério Público Federal, o valor foi solicitado por Cabral a Eike Batista em 2010. De acordo com os procuradores, a remessa de valores de Sérgio Cabral para o exterior foi contínua entre 2002 e 2007, acumulando 6 milhões de dólares. Durante a gestão como governador, ele acumulou mais 100 milhões de reais em subornos, distribuídas em diversas contas em paraísos fiscais no exterior. Identificaram-se ao menos onze contas.  A PF cumpriu mandados de busca e apreensão em cerca 40 endereços, que são de presos e de pessoas que foram prestar depoimentos e de empresas investigadas nesse inquérito. Segundo a Polícia Federal, o Ministério Público Federal já conseguiu repatriar cerca de 270 milhões de reais, que estão à disposição da Justiça Federal em conta aberta na Caixa Econômica Federal. A força-tarefa agora solicita cooperação internacional para o bloqueio e repatriação dos valores ainda ocultos em outros países.

#### Operação Mascate
Em 2 de fevereiro de 2017, a Polícia Federal realizou a Operação Mascate. Foi um desdobramento da Operação Calicute, uma das fases da Operação Lava Jato. A operação foi da Polícia Federal em conjunto com o Ministério Público Federal. O agente fazendário Ary Ferreira da Costa Filho, ex-assessor especial de Sérgio Cabral foi preso na operação, na Rodovia Presidente Dutra, no Rio de Janeiro. Durante a prisão, houve a suspeita de que Ary fosse fugir, por ter sido encontrado com ele três mil reais e uma cópia de seu visto dos Estados Unidos.

#### Operação Leviatã
Em 16 de fevereiro de 2017, a Polícia Federal deflagrou a Operação Leviatã, para cumprir mandados de busca e apreensão nas casas e escritórios de pessoas investigadas por propina na construção da usina hidrelétrica de Belo Monte, no Pará, basedas em provas coletadas na Operação Lava Jato.  Entre os alvos da operação, estão o ex-senador pelo PMDB do Pará Luiz Otávio e o filho do senador Edison Lobão (PMDB-MA), Márcio Lobão. O ministro Luiz Edson Fachin, do Supremo Tribunal Federal, expediu os mandados da Leviatã. As buscas foram relacionadas a um inquérito que corre no Supremo para investigar pagamento, por parte das empresas do consórcio de Belo Monte, de 1% de propina dos valores das obras da usina ao PT e ao PMDB. A operação focou a parte do esquema que repassava dinheiro só para o PMDB porque a parte do PT, não envolvendo pessoas com foro privilegiado, tramita na Justiça Federal do Paraná.

#### Operação Tolypeutes
Em 14 de março de 2017, a Polícia Federal deflagrou a Operação Tolypeutes contra um esquema de propina e lavagem de dinheiro em contratos de obras civis no Estado do Rio de Janeiro, em especial na construção da Linha 4 do Metrô. Os alvos da operação foram Heitor Lopes de Sousa Junior e Luiz Carlos Velloso, que foram presos. A ação mirou no pagamento de propina sobre contratos da linha. A nova fase da Lava Jato foi aberta em conjunto com o Ministério Público Federal e a Receita Federal. Quarenta policiais federais cumpriram 2 mandados de prisão preventiva, 13 mandados de busca e apreensão e três mandados de condução coercitiva, expedidos pela 7ª Vara Federal Criminal do Rio de Janeiro, no município do Rio de Janeiro e no município de Sapucaia. As investigações apontaram a participação do ex-subsecretário de Transportes do Governo do Estado do Rio de Janeiro e do diretor da Companhia de Transporte sobre Trilhos do Rio de Janeiro (Riotrilhos) no grupo criminoso, os quais procuravam as empreiteiras interessadas em assumir obras de infraestrutura no estado, cobrando vantagens indevidas com o objetivo de garantir a contratação para os serviços.

#### Operação Satélites
Em 21 de março de 2017, a Polícia Federal deflagrou a Operação Satélites cumprido 14 mandados em 13 endereços nas cidades de Brasília, Maceió, Recife, Rio de Janeiro e Salvador. O objetivo foi investigar indícios dos crimes de corrupção ativa e passiva e lavagem de dinheiro envolvendo alvos não políticos, mas ligados aos senadores Renan Calheiros (PMDB-AL), Eunício Oliveira (PMDB-CE), atual presidente do Senado, Valdir Raupp (PMDB-RO) e Humberto Costa (PT-PE).  Foi a primeira vez em que se utilizaram informações dos acordos de colaboração premiada firmados com executivos e ex-executivos da Odebrecht. Trata-se da 7ª fase da Operação Lava Jato que apura o envolvimento de pessoas com prerrogativa de foro junto ao STF.

#### Operação O Quinto do Ouro
Em 29 de março de 2017, a Polícia Federal deflagrou a Operação O Quinto do Ouro tendo como alvo o Tribunal de Contas do Estado do Rio de Janeiro. O ex-presidente do TCRJ, Jonas Lopes de Carvalho Filho, levou à descoberta de pelo menos dois esquemas de arrecadação de propina articulados por cinco conselheiros do órgão. Em delação premiada, Jonas Lopes revelou que os conselheiros recebiam propina para denunciarem irregularidades praticadas por empreiteiras e empresas de ônibus que operavam no estado. Os conselheiros denunciados, que foram presos preventivamente, foram Aloysio Neves (então presidente do TCRJ), Domingos Brasão, José Gomes Graciosa, Marco Antônio Alencar e José Maurício Nolasco. Na operação também foi alvo de condução coercitiva o presidente da Assembleia Legislativa do Rio de Janeiro (Alerj), Jorge Picciani (PMDB). Além da delação de Jonas Lopes, houve também a delação feita por seu filho, sendo ambas homologadas, e que serviram de embasamento legal para que o ministro do Superior Tribunal de Justiça (STJ), Felix Fischer, expedisse os mandados de prisão e condução coercitiva.
 Segundo delação de um dos conselheiros, o presidente e deputado estadual da Assembleia Legislativa do Estado do Rio de Janeiro, Jorge Picciani (PMDB), é suspeito de organizar pagamentos aos cinco conselheiros do TCE presos na operação. Os membros do tribunal recebiam 15% dos valores liberados pelo Fundo de Modernização do tribunal para pagamentos de faturas vencidas de fornecedores de alimentação para presos e adolescentes submetidos a medidas de internação. Picciani também organizava o pagamento de valores ilícitos pela Fetranspor ao TCE, para favorecer as empresas de transporte em atos de fiscalização do tribunal.

#### Operação Fatura Exposta
Em 11 de abril de 2017, a Polícia Federal deflagrou a Operação Fatura Exposta, que prendeu o ex-Secretário de Saúde do Estado do Rio de Janeiro Sérgio Côrtes, acusado de envolvimento no esquema milionário de corrupção comandado pelo ex-governador do estado Sérgio Cabral. O esquema desvendado envolvia fraudes tanto na Secretaria Estadual de Saúde como no Instituto Nacional de Traumatologia e Ortopedia (Into), do qual Côrtes foi diretor, com o direcionamento de licitações em troca de pagamento de propina. Além do ex-secretário, também foram presos preventivamente dois empresários acusados de envolvimento no escândalo. A Polícia Federal informou que no total foram expedidos três mandados de prisão preventiva, 20 mandados de busca e apreensão e três de condução coercitiva pela 7ª Vara Federal Criminal do Rio de Janeiro e que os envolvidos responderão por corrupção passiva e ativa, lavagem de dinheiro e organização criminosa. A operação contou com a colaboração de um delator que trabalhou com Côrtes nos respectivos órgãos da Saúde e que os desvios podem chegar a 37 milhões de reais.

#### Operação Satélites 2
Em 27 de abril de 2017, a PF deflagrou a segunda fase da Operação Satélites, que mirou pessoas ligadas a políticos que estão sob investigação no Supremo Tribunal Federal (STF). A ação cumpriu apenas mandados de busca e apreensão e tem sustentação em informações da delação premiada da Odebrecht. Um dos alvos da ação da Polícia Federal é o advogado Bruno Mendes, ligado ao senador Renan Calheiros (PMDB). O escritório de Mendes foi alvo de mandados de busca e apreensão. Além disso, as investigações apontaram para traficâncias praticadas por personagens que orbitam em torno de outros políticos do PMDB em Alagoas, Tocantins, Maranhão, Rio Grande do Norte, Sergipe e Roraima. Um advogado, identificado como Amaury Cezar Piccolo, próximo a José Sarney, está entre os alvos. Pessoas ligadas a Romero Jucá e a Garibaldi Alves também constam na lista dos mandados judiciais cumpridos mais cedo.

#### Operação Patmos

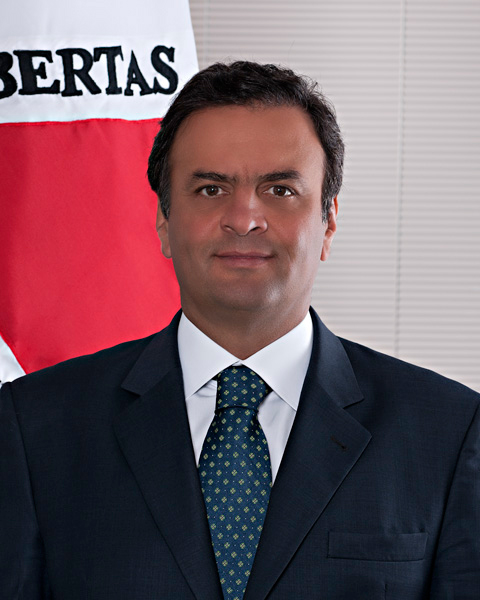
Aécio Neves foi alvo da Operação Patmos.

Em 18 de maio de 2017, a Polícia Federal e o Ministério Público Federal cumpriram mandados de buscas e apreensão em imóveis ligados ao senador Aécio Neves no Rio de Janeiro, no Distrito Federal e em Minas Gerais, e no gabinete dele, no Congresso. Os agentes também cumpriram um mandado de prisão contra a irmã dele, Andréa Neves, presa em casa. Os mandados foram expedidos pelo ministro Edson Fachin em decorrência das delações premiadas dos irmãos Joesley e Wesley Batista, donos do frigorífico JBS. Fachin também determinou o afastamento do mandato de senador. A operação cumpriu novo mandado de prisão preventiva contra Eduardo Cunha (PMDB-RJ), sendo notificado dentro no Complexo Médico-Penal (CMP), na Região Metropolitana de Curitiba, onde cumpre pena por condenação em processo da Operação Lava Jato.

#### Operação De Volta aos Trilhos
Em 25 de maio de 2017, o Ministério Público Federal e a Polícia Federal realizam uma operação contra crimes de lavagem de dinheiro decorrente do recebimento de propina nas obras da ferrovia Norte-Sul. Segundo as corporações, a ação cumpriu 2 mandados de prisão preventiva, 7 mandados de busca e apreensão e 4 mandados de condução coercitiva em Goiás e Mato Grosso.  A ação baseou-se em acordos de colaboração premiada assinados com o MPF-GO pelos executivos das construtoras Camargo Corrêa e da Andrade Gutierrez, que confessaram o pagamento de propina à Juquinha das Neves, ex-presidente da Valec. Além disso, a operação foi embasada em investigações da PF que levaram à identificação e à localização de parte do patrimônio ilícito mantido oculto em nome de terceiros.

#### Operação Ratatouille
Em 1 de junho de 2017, agentes da Polícia Federal prenderam o empresário Marco Antônio de Luca, ligado às empresas de alimentos Masan e Milano, que pertencem ao mesmo grupo familiar e estão entre as principais fornecedoras de alimentos e merenda para o Estado do Rio de Janeiro.  Também cumpriram-se mandados de busca e apreensão em diversos endereços em mais um desdobramento da operação Lava Jato no estado. A Masan tem vários contratos de fornecimento de comida com o governo fluminense e junta com a empresa Milano recebeu cerca de R$ 700 milhões nos últimos 10 anos. Só durante a gestão do atual governador Luiz Fernando Pezão foram R$ 200 milhões. Segundo as investigações, Marco de Luca pagou pelo menos R$ 12,5 milhões em propina para a organização criminosa liderada por Cabral para ganhar esses contratos. São investigados contratos de alimentação hospitalar, escolar e de presídios. O MPF afirmou que investigará também o Comitê Organizador Rio-2016 e seus contratos com a Masan. O Rio-2016 assinou pelo menos seis contratos com a empresa nas áreas de conservação, limpeza, gestão de resíduos, alimentação e hospitalidade.

#### Operação Cifra Oculta
Em 1 de junho de 2017, a Polícia Federal realizou a operação Cifra Oculta, para apurar crimes eleitorais e lavagem de dinheiro durante a campanha de Fernando Haddad para a Prefeitura de São Paulo.  É um dos desdobramentos da Operação Lava Jato, que começou em 2015, depois de o Supremo Tribunal Federal ter desmembrado a colaboração premiada de executivos da empresa UTC. O inquérito apura o pagamento, pela empreiteira, de dívidas relacionadas a uma das chapas da campanha de 2012 à Prefeitura de São Paulo, referentes a serviços gráficos no valor de R$ 2,6 milhões de reais.  Segundo a PF, a dívida teria sido paga por meio de um doleiro, em transferências bancárias e dinheiro vivo, para empresas. Uma empresa mencionada na relação aparece como fornecedora de serviços, com valores informados de R$ 354.450,00. Somente consta na prestação de contas ao TSE outra prestação de serviços gráficos de R$ 252.900,00, valores bem inferiores á soma de R$ 2.600.000,00, que teria sido paga pela empreiteira UTC à gráficas.

#### Operação Manus

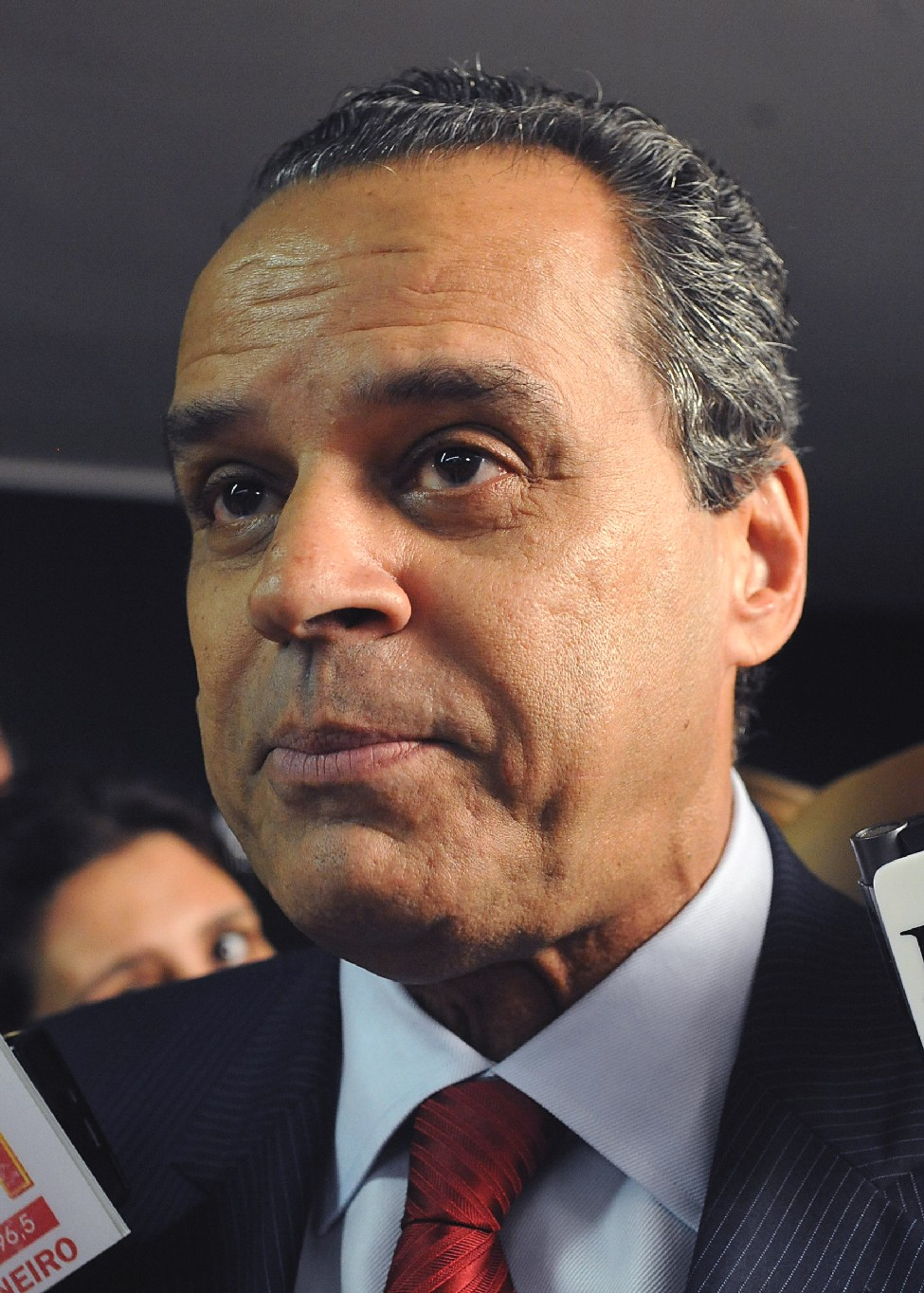
Henrique Alves foi preso na Operação Manus.

Em 6 de junho de 2017, a Polícia Federal realizou nova operação que prendeu o ex-ministro do Turismo Henrique Eduardo Alves. O ex-deputado Eduardo Cunha, que está preso em Curitiba, foi alvo de um novo mandado de prisão preventiva. Ambos são do PMDB e foram presidentes da Câmara dos Deputados.  A operação investigou corrupção ativa e passiva e lavagem de dinheiro na construção da Arena das Dunas, em Natal com um sobrepreço que chegou a R$ 77 milhões. Foram cumpridos 33 mandados, sendo cinco mandados de prisão preventiva, seis de condução coercitiva e 22 de busca e apreensão no Rio Grande do Norte e no Paraná. Segundo a PF, foram identificados pagamentos de propina por meio de doações oficiais entre 2012 e 2014, além do uso de valores doados para a campanha de 2014 para benefício pessoal.

#### Operação Barão Gatuno
Em 8 de junho de 2017, a Polícia Civil do Estado do Rio de Janeiro (PCERJ) fez uma megaoperação para investigar crimes de corrupção e lavagem de dinheiro em Furnas. Foram cumpridos 25 mandados de busca e apreensão na sede da empresa, em Botafogo, e em outros endereços que envolvem cargos de diretoria de empresas contratadas pela mesma. Outros oito mandados de busca e apreensão foram cumpridos em São Paulo. Além disso houve dois mandados de condução coercitiva, sendo um deles contra o ex-diretor Dimas Fernando Toledo.  A operação é um desdobramento da Lava-Jato, a partir da delação de Delcídio Amaral. No Rio de Janeiro, a ação foi coordenada pela Delegacia Fazendária (Delfaz), com o apoio de 15 delegacias do DGPE, da Coordenadoria de Combate à Corrupção do Laboratório de Tecnologia e Lavagem de Dinheiro da PCERJ e da Polícia Civil do Estado de São Paulo.

#### Operação Ponto Final
Em 3 de julho de 2017, uma nova operação for deflagrada cumprindo nove mandados de prisão preventiva e três de prisão temporária, além de 30 mandados de busca e apreensão contra a cúpula do transporte rodoviário do estado do Rio de Janeiro. A ação foi baseada nas delações premiadas do ex-presidente do Tribunal de Contas do Estado Jonas Lopes e do doleiro e operador Álvaro Novis, provenientes da Operação Eficiência. A operação investigou a propina de empresários de ônibus a políticos e fiscalizadores dos transportes do Rio de Janeiro, apontando que o ex-governador Sérgio Cabral recebeu R$ 122,85 milhões por meio do operador e braço-direito Carlos Miranda. No total, foram movimentados cerca de R$ 260 milhões em propina em troca de benefícios às empresas de ônibus. Foram presos também Lélis Teixeira, presidente da Federação das Empresas de Transportes de Passageiros do Estado do Rio de Janeiro (Fetransport), Rogério Onofre, ex-presidente do Departamento de Transportes Rodoviários do Rio de Janeiro (DETRO) e o empresário do Grupo Guanabara Jacob Barata.  Barata, conhecido como "Rei do ônibus", é um dos maiores empresários do ramo de ônibus do Rio de Janeiro e foi preso no Aeroporto Internacional Tom Jobim, ao tentar embarcar para Lisboa. No total, a ação desencadeada resultou na prisão de 10 pessoas ligadas ao transporte público no estado com desvios na ordem de R$ 500 milhões a mando do ex-governador.  Em 5 de julho de 2017, os agente da PF cumpriram um mandado de condução coercitiva e três de busca e apreensão.

#### Operação Rio 40 graus
Em 3 de agosto de 2017, a Polícia Federal realizou nova operação que resultou na prisão do ex-secretário municipal de obras da cidade do Rio de Janeiro na gestão de Eduardo Paes, Alexandre Pinto. Os agentes cumpriram 10 mandados de prisão, sendo 9 mandados no Rio de Janeiro e 1 em Pernambuco, onde foi confirmada a prisão de Laudo Aparecido Dalla Costa Ziani, genro do ex-deputado Pedro Corrêa. Também há um mandado de condução coercitiva em São Paulo. Essa nova fase da Lava Jato chegou à prefeitura através de investigações de contratos na gestão de Paes. Os procuradores do MPF têm como base a delação da empreiteira Carioca Engenharia e diz respeito a corrupção, com pagamento de propina e desvio nas obras do corredor de ônibus TransCarioca, que custou R$ 2 bilhões, e da drenagem de córregos da Bacia de Jacarepaguá. A operação chegou à prefeitura do Rio porque passou a investigar não só a organização criminosa que, segundo os investigadores, era chefiada pelo ex-governador Sérgio Cabral, mas também a organização criminosa que teria ligações com o PMDB em todo o Estado do Rio de Janeiro. Entre os alvos da ação estão são lobistas e fiscais da prefeitura responsáveis pelas obras. Essa foi a primeira vez que a Lava Jato fluminense chegou na esfera municipal.

#### Operação Gotham City
Em 9 de agosto de 2017, a Polícia Federal realizou uma nova operação, em um desdobramento da Operação Ponto Final, com a prisão em Curitiba do empresário Nuno Coelho, vulgo "Batman" e a inclusão de Guilherme Vialle, vulgo "Robin" na lista de procurados internacionais, chamada de "difusão vermelha da Interpol", já que encontrava-se no exterior. Ambos, que atuam no setor de construção civil e são sócios das empresas VCG Empreendimentos Imobiliários e Koios Participações, são suspeitos de ocultar o patrimônio do ex-presidente do Departamento de Transporte Rodoviário do Rio de Janeiro (Detro), Rogério Onofre, que foi acusado de ter recebido R$ 43 milhões de empresários ligados a empresas de transporte público. As investigações concluíram que Onofre e sua mulher, Dayse Neves, adquiriram onze imóveis do grupo de empresários, cujo valor declarado em cartório foi de 50% do custo real das aquisições.

#### Operação Unfair Play

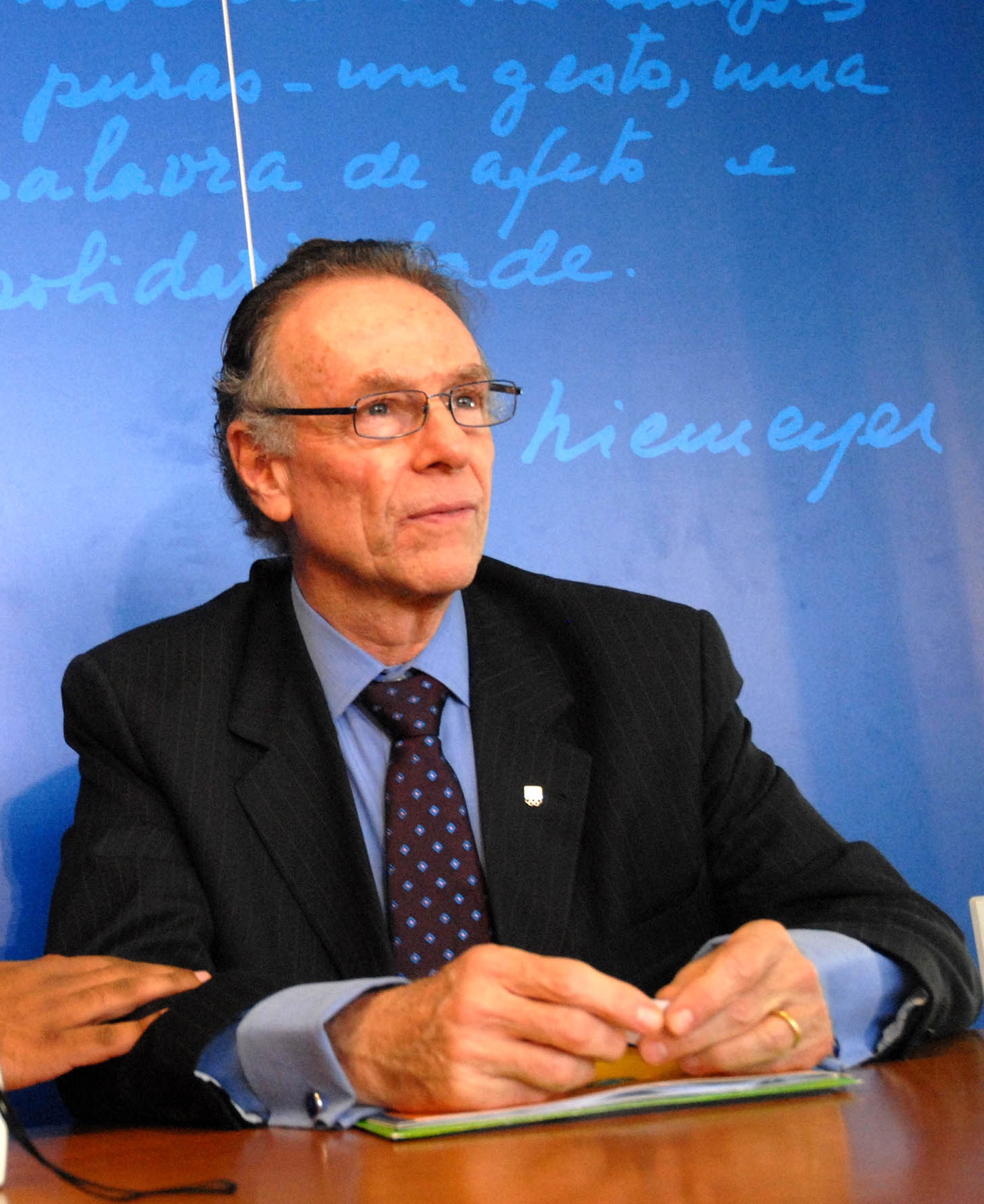
Presidente do COB, Nuzman, preso pela PF na segunda fase da Operação Unfair Play.

Em 5 de setembro de 2017, a Polícia Federal e o Ministério Público Federal realizaram operação para investigar um esquema de compra de votos para a escolha do Rio de Janeiro como sede dos Jogos Olímpicos de 2016.  A operação visou o pagamento de propina em troca da contratação de empresas terceirizadas pelo governo do Rio de Janeiro.  Foram cumpridos dois mandados de prisão preventiva e onze de busca e apreensão, nas cidades do Rio de Janeiro, Nova Iguaçu (RJ) e em Paris, na França. A operação envolveu uma cooperação internacional com a França e com os Estados Unidos.  Um dos alvos de busca e apreensão foi o presidente do Comitê Olímpico do Brasil (COB), Carlos Arthur Nuzman, investigado por suposto pagamento de propina de 1,5 milhão de dólares. O pagamento das propinas era feito por meio de entrega de dinheiro em espécie, celebração de contratos fictícios, pagamento de despesas pessoais e transferências de contas de doleiros. Os presos serão investigados por corrupção, lavagem de dinheiro e organização criminosa.
No dia 5 de outubro, na segunda fase da operação Unfair Play, Nuzman foi preso pela Polícia Federal.  De acordo com o Ministério Público Federal (MPF), Nuzman tentou regularizar 16 barras de ouro de um quilograma cada, após a primeira fase da operação. Ainda de acordo com o MPF, nos últimos dez anos o patrimônio de Nuzman cresceu 457 por cento, sendo parte deste dinheiro em paraíso fiscal em ações de offshore nas Ilhas Virgens Britânicas. O advogado Nélio Machado, que representa Nuzman, disse que a prisão "é uma medida dura e não é usual dentro do devido processo legal".

#### Operação Tesouro Perdido

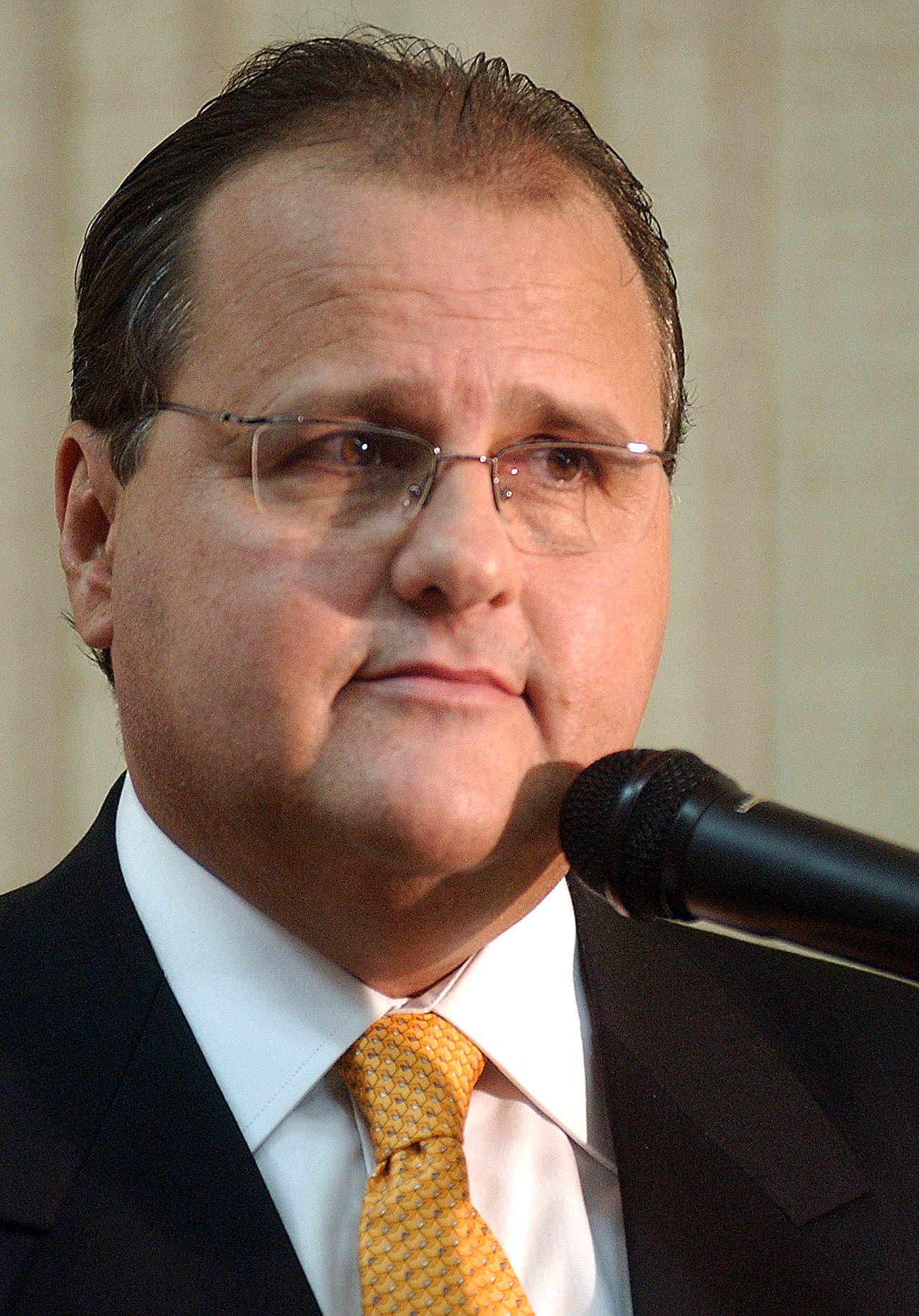
Geddel Vieira Lima preso na Operação Tesouro Perdido.

Em 5 de setembro de 2017, a PF realizou a Operação Tesouro Perdido. Representou a segunda fase da Operação Cui Bono?, que foi um desdobramento da Operação Catilinárias, da Operação Lava Jato.  O alvo da operação foi um apartamento ligado a Geddel Vieira Lima. Na operação foram apreendidos mais de 51 milhões de reais em malas e caixas. A operação foi autorizada pelo juiz federal Vallisney de Souza Oliveira, que comanda a Operação Lava Jato no Distrito Federal. A Polícia Federal usou sete máquinas para contar o dinheiro e levou catorze horas para o término da contagem.  Foi a maior apreensão de dinheiro vivo da história do país.

#### Operação Cadeia Velha

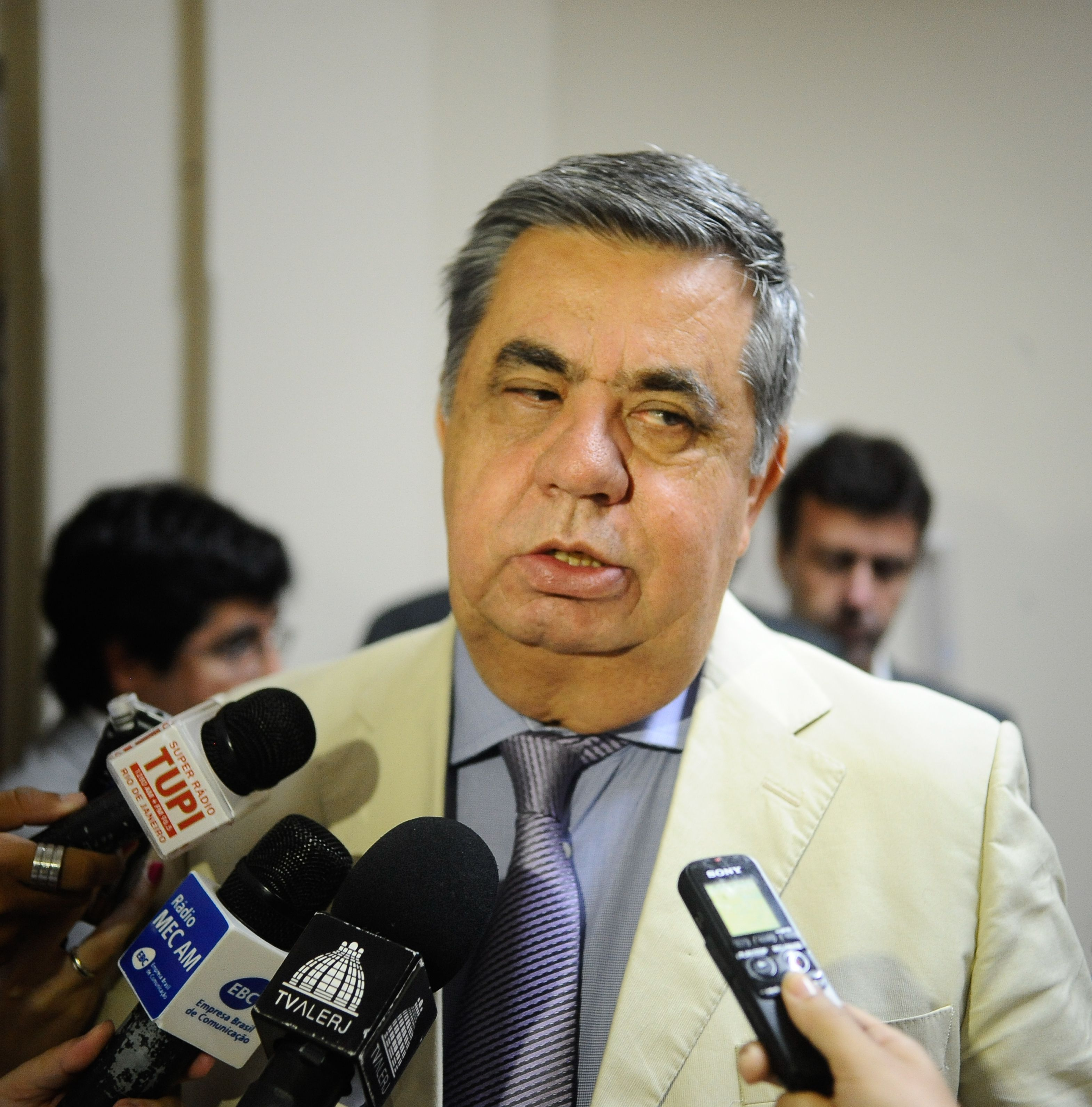
Jorge Picciani preso na Operação Cadeia Velha.

Em 14 de novembro de 2017, uma nova operação resultou na condução coercitiva do deputado estadual e presidente da Câmara dos Deputados do RJ (Alerj) Jorge Picciani. Sua prisão foi decretada pela seção criminal do Tribunal Regional Federal em 16 de novembro de 2017, pelo uso da presidência da Alerj para a prática de corrupção, associação criminosa, lavagem de dinheiro e evasão de divisas.  Juntamente com Edson Albertassi e Paulo Melo, é suspeito de favorecer interesses de empresários no Estado, entre os quais representantes do setor de transporte público e empreiteiras, em troca de propina.

#### Operação C'est fini
Em 23 de novembro de 2017, em novo desdobramento da Lava-Jato no Rio, agentes da Polícia Federal (PF) prenderam o ex-secretário da Casa Civil do Estado do RJ Régis Fichtner, suspeito de receber pelo menos R$ 1,6 milhão em propina. Foram presos também na operação empresários e engenheiros ligados ao esquema do ex-governador Sérgio Cabral. As investigações indicam que, enquanto comandou a secretaria da Casa Civil, Régis Fitchtner autorizava a validação de precatórios como forma de compensar débitos de ICMS para empresas devedoras do Estado. Ele também teria atuado na compra de títulos de precatórios que estavam parados na fila à espera de pagamento, de maneira que lucrava no ágio pago por quem preferia dinheiro na mão antes do fim do processo.

#### Operação Baixo Augusta
Em 11 de dezembro de 2017, a PF, o MPF e Receita Federal deflagraram uma operação para investigar o pagamento de R$ 160 milhões em propinas a um auditor do Fisco, ao longo de 14 anos, para acelerar a liberação de R$ 2 bilhões em créditos tributários à empresa JBS, dos irmãos Wesley e Joesley Batista. O auditor foi afastado judicialmente e oito pessoas físicas e jurídicas tiveram os bens bloqueados por suspeita de envolvimento no esquema. Ao todo, 14 mandados de busca e apreensão são cumpridos na operação. As investigações mostraram que o auditor-fiscal recebeu grandes quantias de dinheiro para agilizar, ilicitamente, a liberação de recursos que a empresa teria a receber da Receita a título de créditos tributários. De acordo com a PF, há indícios de que o esquema de corrupção funcionou por mais de uma década, entre 2004 e 2017 e cujas transações aconteciam por meio de empresas de fachada e da emissão de notas fiscais falsas.

### 2018

#### Operação Jabuti
Em 23 de fevereiro de 2018, a PF e o MPF do Rio de Janeiro prenderam o presidente da Federação do Comércio do Estado do Rio de Janeiro (Fecomercio-RJ), Orlando Diniz. Ele foi preso preventivamente por suspeita de lavagem de dinheiro, corrupção e pertencimento a organização criminosa. Entre os desvios investigados está a contratação de funcionários fantasmas pelo Sesc e pelo Senac, que recebiam salários pelas entidades.  O número exato de funcionários fantasmas ainda não era  conhecido, e ao menos um deles esteve ligado formalmente à folha de pagamentos do Sesc/Senac até 2017. Segundo a investigação, as contratações fantasmas foram feitas a pedido de Sérgio Cabral e auxiliaram o ex-governador a aumentar a propina que era regularmente distribuída aos seus operadores mais próximos e aos seus parentes, num esquema que movimentou mais de R$ 7,5 milhões. O presidente da Fecomercio-RJ ainda gastou R$ 180 milhões em quatro anos com escritórios de advocacia, em contratos que fugiam das normas técnicas e de transparência dos órgãos sob sua responsabilidade. A suspeita é que ele tenha usado dinheiro público para se defender e se manter no poder dessas entidades.

#### Operação Descarte
Em 1º de março de 2018, a Polícia e a Receita federais cumpriram mandados de busca e apreensão em operação de desdobramento da Lava Jato em São Paulo e Minas Gerais.  A nova operação teve como objetivo desarticular um esquema criminoso de lavagem de dinheiro e desvios de recursos pagos por prefeituras municipais pela limpeza urbana. De acordo com a RF, a organização criminosa emitiu mais de R$ 900 milhões em notas fiscais com indícios de fraude. Já a PF afirmou que as empresas participantes do esquema simulavam a venda de mercadorias ao cliente do "serviço" de lavagem, que então pagava por produtos inexistentes via transferências bancárias ou boletos (para dar aparência de legalidade à aquisição). As quantias recebidas eram transferidas para diversas outras empresas de fachada que remetiam os valores para o exterior ou faziam transferências para pessoas ligadas ao cliente inicial. No total, segundo a PF, repassaram-se mais de R$120 milhões para terceiros ainda não identificados. A investigação partiu de delação do doleiro Alberto Youssef. A 2ª Vara Federal Criminal expediu os mandados.

#### Operação Pão Nosso
Em 13 de março de 2018, os Ministérios Públicos Federal e Estadual do RJ efetivaram nova operação contra a corrupção no sistema penitenciário do Rio, que decorreu da Operação Calicute, versão da Lava-Jato no estado.  A operação resultou na prisão do delegado Marcelo Luiz Santos Martins, diretor do Departamento Geral de Polícia Especializada do Rio, e do coronel da Polícia Militar Cesar Rubens Monteiro de Carvalho, ex-secretário estadual de Administração Penitenciária (Seap). No âmbito do Ministério Público Federal, a operação cumpriu 14 mandados de prisão (nove temporárias e cinco preventivas); no âmbito estadual, foram 9 prisões (com nomes repetidos entre as duas). Os investigados são acusados de fazer parte de uma organização criminosa que, durante pelo menos seis anos (2009-2014), fraudou os contratos de fornecimento de alimentação (quentinhas, café da manhã e lanches) para os mais de 50 mil presos do estado, mantendo sempre os mesmos fornecedores, que dividiam entre si os lucros do esquema. No período, os contratos somaram R$ 72 milhões.

#### Operação Skala
Em 29 de março de 2018, a Polícia Federal prendeu, em São Paulo, o advogado José Yunes, amigo e ex-assessor do presidente Michel Temer e, em Monte Alegre do Sul (SP), o empresário Antonio Celso Greco, dono da empresa Rodrimar, que opera no Porto de Santos.  As prisões forma parte da operação deflagrada em São Paulo e no Rio de Janeiro. Também foi preso na mesma operação o ex-ministro da Agricultura e ex-deputado federal Wagner Rossi, que foi diretor-presidente da Companhia Docas do Estado de São Paulo, administradora do porto. Yunes é apontado pelo operador financeiro Lúcio Funaro, delator da Operação Lava Jato, como um dos responsáveis por administrar propinas supostamente pagas ao presidente. De acordo com Funaro, para lavar o dinheiro e disfarçar a origem, Yunes investia valores ilícitos em sua incorporadora imobiliária. A operação foi autorizada pelo ministro Luís Roberto Barroso, do STF, relator do inquérito que investiga se Temer, por meio de decreto, beneficiou empresas do setor portuário em troca de recebimento de propina.

#### Operação contra ex-diretor da Dersa/SP
Em 6 de abril de 2018, a PF cumpriu mandado de prisão preventiva contra Paulo Vieira de Souza, o Paulo Preto, ex-operador do PSDB e ex-diretor do Departamento de Desenvolvimento Rodoviário S.A. (Dersa), que é acusado por desvio de recursos, em espécie e em imóveis. O MP denunciou Paulo Preto por crimes de formação de quadrilha, peculato e inserção de dados falsos em sistema público de informação. O ex-diretor já foi citado por delatores como um possível operador de propinas para o PSDB no estado de São Paulo.  De acordo com a denúncia, Souza e outros investigados desviaram 7,7 milhões de reais dos cofres da Dersa, dinheiro que seria destinado a famílias desalojadas em virtude de obras feitas no estado entre 2009 e 2011, quando foram governadores de São Paulo três tucanos: José Serra (2007 a 2010), Alberto Goldman (2010) e Geraldo Alckmin (desde 2011). Paulo Preto comandou a Dersa entre 2007 e 2010.

#### Operação Tira Teima
Em 10 de abril de 2018, a PF deflagrou nova operação que investigou pagamentos de vantagens indevidas por um grupo empresarial a políticos.  Cumpriram-se os mandados em São Paulo, Goiânia e Fortaleza.  Deflagrou-se a operação a partir da delação do ex-diretor de relações institucionais da Hypermarcas, Nelson Melo, na Operação Lava Jato.  Nela, Melo disse que repassou R$ 5 milhões à campanha do presidente do Senado, Eunício Oliveira (MDB-CE), ao governo do Ceará em 2014, por meio de contratos fictícios. A suspeita é que o político tenha praticado os crimes de corrupção passiva e lavagem de dinheiro. Além desta delação, os investigadores se basearam nas revelações feitas por uma empresária de Salvador, mulher do marqueteiro da campanha de Eunício em 2014. A mesma confessou que, a pedido de seu marido, recebeu dinheiro sem qualquer prestação de serviço. Os recursos foram repassados não só pela Hypermarcas e JBS, que já admitiram as irregularidades ao Ministério Público, mas também pela empresa cearense M. Dias Branco.

#### Operação Rizoma
Em 12 de abril de 2018, agentes da PF e do MPF prenderam o empresário Arthur Mário Pinheiro Machado em um desdobramento que investigou fraudes em fundos de pensão. Ao todo, os agentes cumpriram 10 mandados de prisão preventiva e 21 de busca e apreensão no Rio, em São Paulo e em Brasília contra suspeitos de fraudar os fundos Postalis (dos Correios) e Serviço Federal de Processamento de Dados (Serpros). Segundo a investigação, os fundos mandavam dinheiro para empresas no exterior para pagar a prestação de serviços inexistentes. O dinheiro era espalhado por contas de doleiros e voltava ao Brasil para pagamento de propina. O esquema funcionava através de dois doleiros do ex-governador Sérgio Cabral, que ajudavam a trazer dinheiro em espécie de volta ao país. Outro operador preso foi Milton Lyra, que é apontado em várias investigações como operador do MDB no Senado e em vários esquemas. A operação investiga os crimes de lavagem de dinheiro, evasão de divisas e corrupção através de fraudes que geraram grandes prejuízos aos fundos.  É um desdobramento das operações Eficiência e Unfair Play.

#### Operação contra parlamentares federais do PP
Em 24 de abril de 2018, a Polícia Federal (PF) cumpriu mandado de busca nos gabinetes e também nos apartamentos funcionais do deputado Eduardo da Fonte (PP-PE) e do senador Ciro Nogueira (PP-PI), presidente nacional do Partido Progressista. O mandado foi autorizado pelo ministro Edson Fachin, relator dos processos da Lava Jato no STF. A operação foi deflagrada em conjunto com a PGR.  A PF também cumpriu mandado de prisão contra o ex-deputado Márcio Junqueira, de Roraima, preso em Brasília. As investigações apuraram uma tentativa dos parlamentares de comprar o silêncio de um ex-assessor do senador que vinha colaborando com a Justiça. O assessor detalhou que recebia o pagamento em espécie e quem repassava o dinheiro era o ex-deputado. Segundo investigadores, o ex-assessor colabora com diversas investigações no âmbito da Lava Jato e teria sido ameaçado de morte. Por conta das ameaças, ele foi incluído no programa de proteção à testemunha. A PF cumpriu oito mandados de busca e apreensão, todos em endereços ligados aos três alvos da operação.

#### Operação Câmbio, Desligo
Em 3 de maio de 2018, nova operação cumpriu 49 mandados de prisão preventiva e quatro de temporária nos estados do Rio de Janeiro, São Paulo, Minas Gerais, Rio Grande do Sul e no Distrito Federal, além do Paraguai e Uruguai.  O principal alvo foi Darío Messer, apontado como o doleiro mais influente do país. A operação contou com o apoio de autoridades uruguaias e visou desarticular um esquema de lavagem de dinheiro, evasão de divisas e organização criminosa. Os suspeitos integravam um sistema chamado Bank Drop, no qual doleiros remetiam recursos ao exterior através de uma ação conhecida como "dólar-cabo", método no qual o dinheiro não passava pelas instituições financeiras reguladas pelo Banco Central.  Segundo a polícia, eram 3 mil empresas offshore em 52 países, que movimentavam cerca 1,6 bilhão de dólares (ou 5,6 bilhões de reais em valores de 2018). As empresas ficam em paraísos fiscais e são usadas para ocultar o verdadeiro dono do patrimônio depositado em uma conta.

#### Operação Pedra no Caminho
Em 21 de junho de 2018, a Polícia Federal realizou nova operação em São Paulo com a investigação que apurou desvios em obras do trecho norte do Rodoanel, a partir da celebração de aditivos contratuais e consequente aumentos no custo total. Segundo o MPF e estimativas do TCU apontaram um sobrepreço de mais de 600 milhões de reais no valor da obra. Um dos 15 alvos de mandados de prisão temporária na ação da PF foi Laurence Lourenço Casagrande, ex-presidente da Dersa e ex-secretário de Logística e Transportes na gestão do ex-governador Geraldo Alckmin (PSDB) e atual presidente da Cesp, companhia de energia do governo estadual. Lourenço já era investigado por esses aditivos e também pela subcontratação irregular de outras empresas. Além dele, outros ex-diretores da Dersa, das construtoras OAS e Mendes Júnior, empresas responsáveis pelas obras e gestores dos contratos sob suspeita também foram alvos da operação.  Além dos mandados de prisão, cumpriram-se 51 ordens de busca e apreensão.

#### Operação Ressonância
Em 4 de julho de 2018, em um desdobramento da operação Fatura Exposta, sobre um esquema de corrupção na saúde pública do Rio, a força-tarefa da Lava-Jato voltou às ruas para prender o empresário Miguel Iskin, seu sócio Gustavo Estellita e outras 20 pessoas, além da busca e apreensão em 44 endereços no Rio, São Paulo, Paraíba, Minas Gerais e no Distrito Federal. Também foi decretado o bloqueio de bens dos investigados no valor de 1,2 bilhão de reais. A operação mirou agora empresas envolvidas no esquema de cartelização e desvio de dinheiro no fornecimento de próteses e equipamentos médicos por meio de fraudes em licitações no chamado "clube do pregão internacional" liderado por Iskin. Foi identificado um cartel de fornecedores que atuou entre os anos de 1996 e 2017 no Instituto Nacional de Traumatologia e Ortopedia (Into). Há mandado de prisão também contra o atual diretor-geral do Into, André Loyelo, e contra dois executivos da Philips do Brasil, uma das 37 empresas envolvidas no esquema e acusadas dos crimes de formação de cartel, corrupção, fraude em licitações, organização criminosa e lavagem de dinheiro.

#### Operação Hashtag
Em 3 de agosto de 2018, a Polícia Federal realizou nova operação contra suspeitos de lavagem de dinheiro que teriam ligações com o ex-governador Sérgio Cabral, sendo um desdobramento da Operação Eficiência, da Lava Jato. O banqueiro Eduardo Plass era suspeito de usar empresas offshore e uma joalheria da Zona Sul do Rio para lavar dinheiro de propina. O empresário e duas sócias minoritárias dele foram alvos de mandados de prisão temporária e também há quatro mandados de busca e apreensão. A suspeita é que ele e as duas sócias tenham movimentado cerca de 90 milhões de reais no esquema. O banqueiro foi presidente do Banco Pactual e é sócio majoritário do TAG Bank, no Panamá, e da gestora de recursos Opus.  As investigações do MPF apontaram crimes de lavagem de dinheiro e evasão de divisas cometidos pelos investigados, comandados por Eduardo Plass. O esquema consistia no recebimento de dinheiro em espécie dos diretores administrativos de joalheria em Ipanema, e posteriormente, transferência no exterior de valores de uma conta sob seu controle para uma empresa offshore de fachada e que transferia os valores para a empresa holding do grupo da joalheria.

#### Operação S.O.S.
Em 31 de agosto de 2018, agentes federais cumpriram 20 mandados de prisão preventiva e um mandado de prisão temporária nos estados do Rio de Janeiro e São Paulo.  O ex-secretário de Saúde do governo Sérgio Cabral, Sérgio Côrtes, voltou a ser preso, além dos empresários Miguel Iskin e Gustavo Estellita. Dessa vez, a operação envolveu as Organizações Sociais (OS), que são organizações sem fins lucrativos contratadas para administrar unidades de saúde do estado. A OS alvo da operação foi a Pró-Saúde, que administrava vários hospitais na gestão de Sérgio Cabral, como o Getúlio Vargas, Albert Schweitzer, Adão Pereira Nunes e Alberto Torres. A ação foi um desdobramento das operações Fatura Exposta e Ressonância e é a terceira fase da Lava Jato no Rio de Janeiro dentro da área da saúde. Segundo os investigadores, os contratos fraudados permitiram o desvio de cerca de 74 milhões de reais dos cofres públicos.

#### Operação Marakata
Em 4 de setembro de 2018, a Polícia Federal cumpriu nove mandados judiciais, sendo três de prisão preventiva e seis de busca e apreensão. Trata-se de um desdobramento da Operação Câmbio Desligo e investigou um esquema de comércio ilegal de esmeraldas e outras pedras preciosas e semipreciosas envolvendo evasão de divisas e lavagem de dinheiro do ex-governador Sérgio Cabral no Rio de Janeiro e na Bahia. A operação revelou a capilaridade da rede de negócios de Dario Messer, o “doleiro dos doleiros”, cujo sistema paralelo de compensações conciliava interesses de clientes de doleiros distintos (transações eram feitas fora do alcance de autoridades, a fim de lavar rendimentos da corrupção, sonegação fiscal e outros crimes).  Entre os alvos da operação estão sócios-administradores que trabalham comprando as pedras preciosas de garimpos na Bahia e as exportam para empresários indianos usando notas fiscais e faturas falsas.

### 2019

#### Operação Descontaminação
Operação que, entre outros resultados, levou à prisão do ex-presidente Michel Temer.

#### Operação Patrón
Em novembro de 2019, o ex-presidente do Paraguai Horacio Cartes foi alvo de mandado de prisão preventiva em um desdobramento da Lava Jato. A operação, batizada de Patrón, é um desdobramento da Câmbio, Desligo. Em espanhol, a palavra significa "patrão" e é o termo reverencial com que Messer se referia a Cartes. O ex-presidente paraguaio é amigo da família Messer.

### 2020

#### Operação Titereiro
Em 5 de março de 2020, foi deflagrada a operação que levou à prisão o ex-secretário nacional de Justiça Astério Pereira dos Santos, suspeito de envolvimento em esquema de pagamento de propinas a conselheiros do Tribunal de Contas do Estado do Rio de Janeiro (TCE-RJ). O nome da operação "Titereiro", é uma referência a aquele que controla marionetes, só movimentando os cordões, sem nunca aparecer. Segundo os procuradores, essa era a função de Astério na organização criminosa.

#### Operação Favorito
Em 14 de maio de 2020, a Polícia Federal deflagrou uma nova fase da Lava Jato, batizada operação Favorito, no Rio de Janeiro, com a prisão do ex-deputado estadual Paulo Melo, o empresário Mário Peixoto e outras três pessoas, com indícios de que o grupo do empresário estava interessado em negócios em hospitais de campanha, durante a pandemia de COVID-19 no Brasil. Foi apreendido 1,5 milhão de reais na casa de um investigado. Os alvos seriam as unidades montadas pelo estado (com dinheiro público) no Maracanã, São Gonçalo, Duque de Caxias, Nova Iguaçu, Campos e Casimiro de Abreu. A organização criminosa teria desviado recursos da saúde, em conluio com conselheiros do tribunal de contas do estado, deputados estaduais e outros agentes públicos.

#### Operação Fiat Lux
Em 25 de junho de 2020, a Polícia Federal deflagrou a operação Fiat Lux, que investiga propina na Eletronuclear. Dentre os investigados está o ex-ministro de Minas e Energia no governo Lula, Silas Rondeau. Na operação foram expedidos doze mandados de prisão, e foram cumpridos dezoito mandados de busca e apreensão no Rio de Janeiro, São Paulo e Brasília.

## No exterior
Os desdobramentos da Operação Lava Jato fora do Brasil ocorreram ao final de 2016, após o grupo Odebrecht (atual Novonor) e a Braskem terem admitido em acordo de leniência ao Departamento de Justiça dos Estados Unidos o pagamentos de propinas no exterior em mais de 1 bilhão de dólares.  A multa chegou a quase 7 bilhões de reais para suspender as ações contra as empresas nos Estados Unidos, no Brasil e na Suíça.